# Barthélemy Charles Joseph Dumortier
Barthélemy Charles Joseph Dumortier (n. 3 aprilie 1797, Tournai; d. 9 iulie 1878, Tournai) a fost un politician, briolog și botanist belgian.